# Nicolas Delestret
Nicolas Delestret, né le 20 janvier 1977 à Lesquin (Nord), est un dessinateur et scénariste de bande dessinée français.

## Biographie
Il publie en 2020 chez Bamboo Édition La Maison aux souvenirs, album dont il réalise scénario et dessin. Chez le même éditeur, il crée Le dernier quai en 2023, scénario et dessin.

## Œuvre

### Albums
- Les Enquêtes d'Andrew Barrymore, scénario de Nicolas Delestret, dessins de Rodéric Valambois, Dargaud
  1. Old Creek Town, 2010  (ISBN 978-2-505-00816-3)
  2. Secrets de famille, 2011  (ISBN 978-2-5050-1121-7)
  3. Retour en Louisiane, 2012  (ISBN 978-2-5050-1388-4)
- L'Homme qui rit, scénario de Jean-David Morvan, dessins de Nicolas Delestret, Delcourt, collection Conquistador (tome 1) pus Terres de Légendes, 
  1. La Mer et la nuit, 2007  (ISBN 978-2-7560-0799-1)
  2. Chaos vaincu, 2008  (ISBN 978-2-84789-812-5)
  3. La Tentation de saint Gwynplaine, 2009  (ISBN 978-2-7560-0678-9)
  4. En ruine !, 2011  (ISBN 978-2-7560-1567-5)
- Vivre libre ou mourir, scénario de Jean-Christophe Derrien, dessins de Hugues Labiano, Claude Plumail, Olivier Grenson, Béatrice Tillier, Olivier Brazao, Nicolas Delestret, Raphaël Drommelschlager et Mara, Le Lombard, 2011  (ISBN 978-2-8036-2935-0)
- Adieu monde cruel, 2017,
- La Maison aux souvenirs, 2020, Bamboo Édition, collection Grand Angle  (ISBN 978-2818966983)
- Le dernier quai, 2023, Bamboo Édition, collection Grand Angle  (ISBN 978-2-8189-8382-9)